# Aula

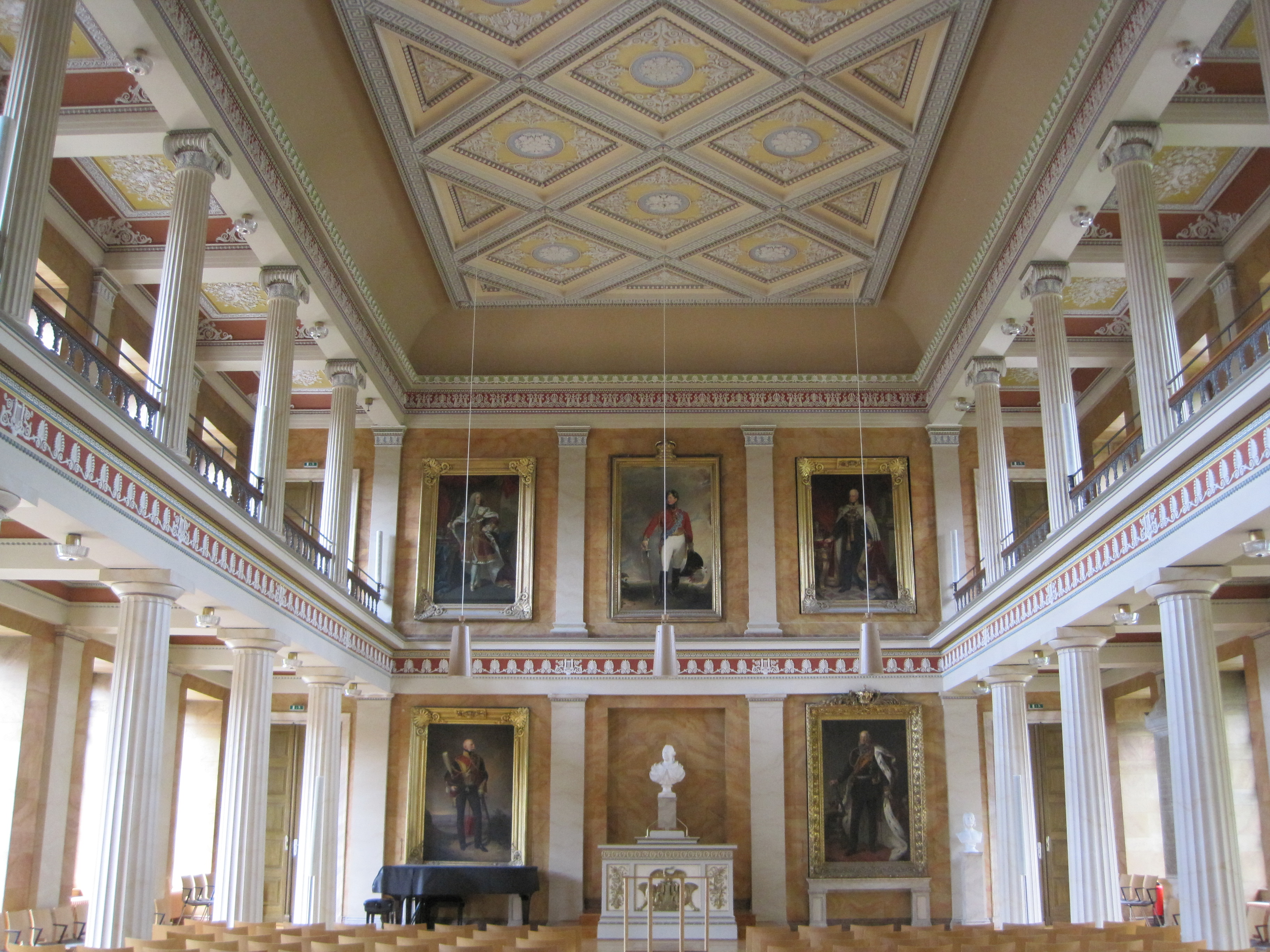
Die Aula der Universität Göttingen (2013)

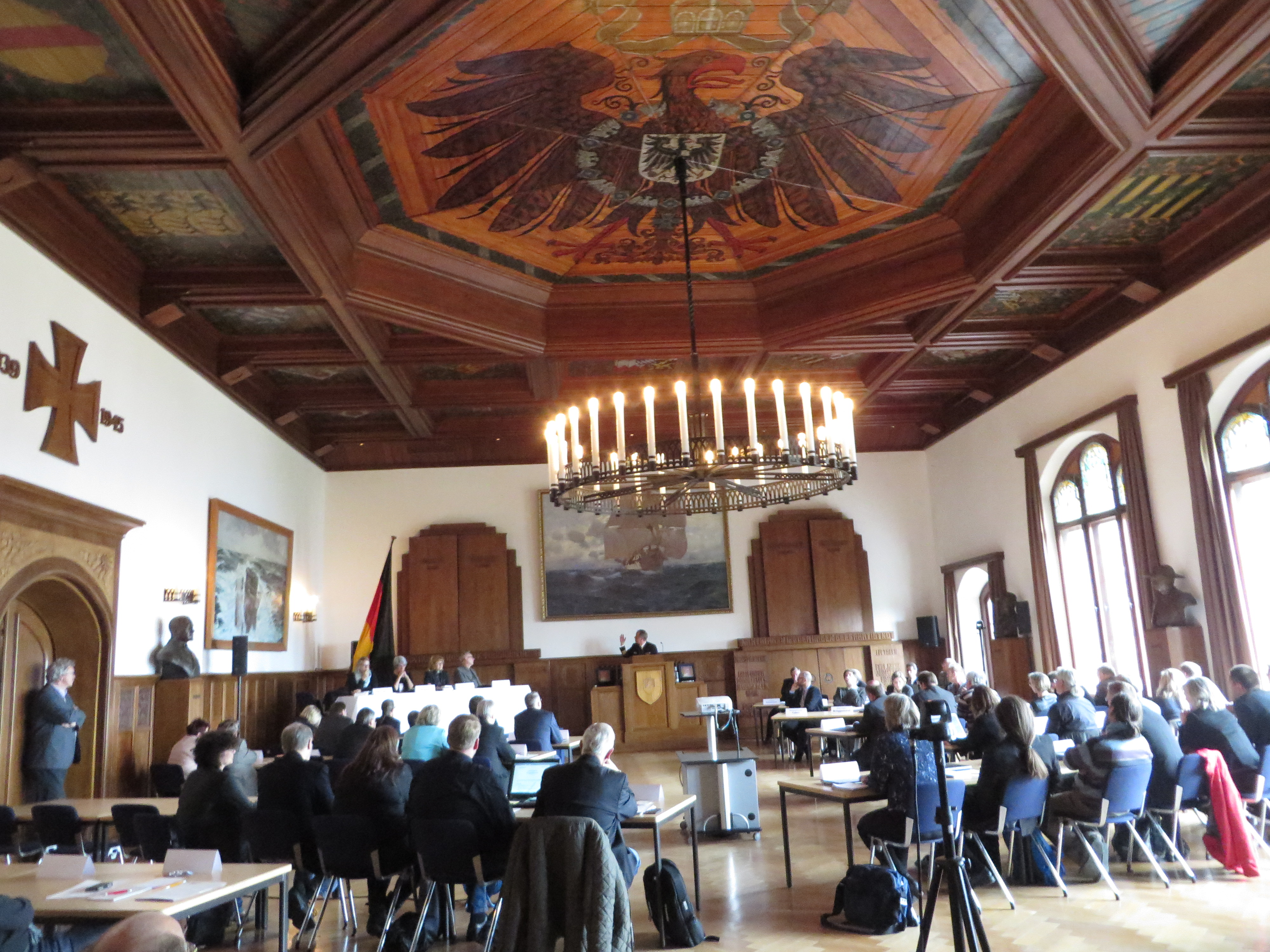
Die Aula der Marineschule Mürwik, des Roten Schlosses, während einer Ratssitzung des Flensburger Rathauses zum Jahrestag der Beendigung des Zweiten Weltkriegs (2015).

Eine Aula (Plural laut Duden: Aulen oder Aulas) ist ein Versammlungsraum, vor allem in Schulen und Universitäten. An Universitäten ohne Aula übernimmt der größte oder repräsentativste Hörsaal als Auditorium maximum die gleiche Funktion.
Bei Homer war die Aule (griech. αυλή, „Hof“) der umbaute, lichte Hofraum eines Hauses. Im 8. Jahrhundert v. Chr. wurde die Aule zum Kern des griechischen Hofhauses, um den sich mehrgeschossig Wohn- und Wirtschaftsräume gruppierten, der Hof selbst war entweder gepflastert oder bestand aus gestampftem Boden. Das um die Aule angeordnete Haus löste bei den Griechen die bis dahin üblichen Formen des Ein- und Zweiraumhauses ab. Im Laufe der Zeit wurden die Raumkombinationen zunehmend vereinheitlicht. Teilweise war die Aule von Säulenstellungen umrahmt und wurde so zur Vorstufe des Peristylhauses, das ab dem 4. Jahrhundert v. Chr. den Hausbau der Wohlhabenden dominierte.
Abgeleitet von der ursprünglichen Bedeutung „Hof“ wurde in hellenistischen Verwaltungsinschriften auch ein landwirtschaftlicher Betrieb als Aule bezeichnet.
Bei den Römern entsprach der Aule funktional das Atrium. Als Aula bezeichnete man ab der römischen Kaiserzeit repräsentative (öffentliche) Hallenräume für zeremonielle Akte, zum Beispiel die Konstantinische Palastaula in Trier. Von diesen führt dann eine direkte Verbindung zur Aula regia in den Königspfalzen des Mittelalters.
In den altchristlichen Basiliken bezeichnete Aula das für die Laien bestimmte Kirchenschiff.
Schließlich wurde der Name im akademischen Sprachgebrauch auf die großen, zu öffentlichen Versammlungen und Feierlichkeiten bestimmten Säle und Hallen in Universitätsgebäuden, Gelehrtenschulen etc. übertragen.

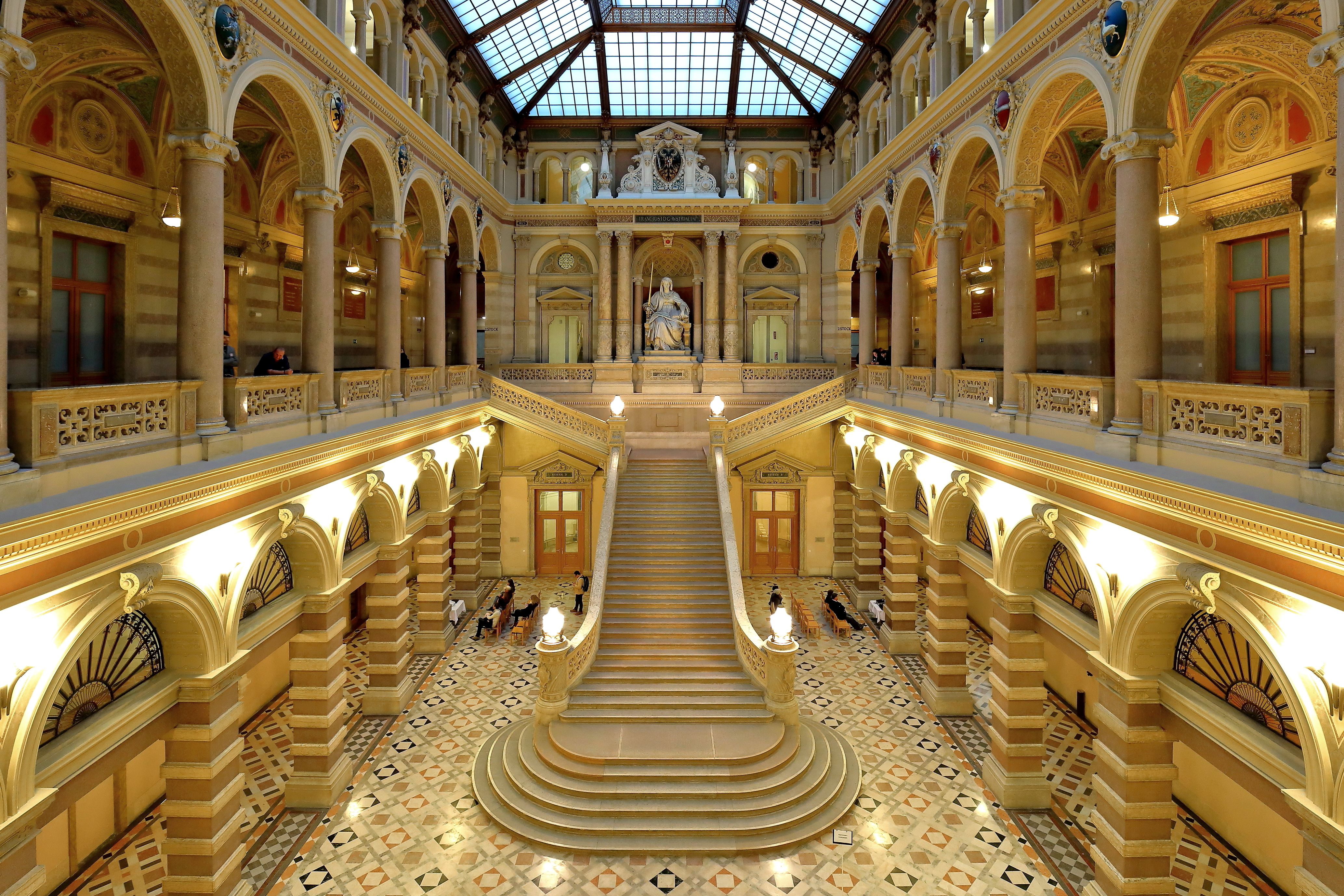
Aula des Justizpalasts in Wien

In Österreich und Bayern wird unter Aula auch der große Eingangsbereich von Universitäten und Schulen verstanden, sofern dieser dem Versammlungszweck dient.
In Hermann Kants Roman Die Aula von 1965 wird der Begriff symbolisch als implizite Kritik am bürgerlichen Bildungsideal verwendet.